# Cenas tīrelis
Cenas tīrelis är en hed i Lettland.   Den ligger i Mārupe kommun, i den centrala delen av landet, 18 km sydväst om huvudstaden Riga.